# Theatre of Tragedy (demo)
Theatre of Tragedy – demo norweskiej grupy muzycznej Theatre of Tragedy, wydane w roku 1994.

## Lista utworów
1. "A Song by the Hearth?!" - 4:52
2. "A Hamlet for a Slothful Vassal" - 4:05
3. "Dying – I Only Feel Apathy" - 5:30
4. "Soliloquy" - 2:45